# Мамедова, Азиза Абдульбаги кызы
Азиза Абдульбаги кызы Мамедова (азерб. Əzizə Əbdülbağı qızı Məmmədova; 1892, Тифлис — 14 августа 1961, Баку) — азербайджанская советская актриса театра и кино, одна из первых актрис азербайджанского театра и одна из первых азербайджанских киноактрис, Заслуженная артистка Азербайджанской ССР (1936).

## Биография
Азиза Абдульбаги кызы Мамедова в 1892 году в городе Тифлисе в семье известного певца-ханенде Абдульбаги Зулалова. Видя интерес дочери к музыке, отец научил её играть на гармони.
Позднее Зулалов выдал дочь за шекинца Салмана Гаджиева. У супружеской пары в 1907 году родилась дочь Сона, ставшая в будущем также актрисой и народной артисткой республики. Через год муж Азизы внезапно умирает и Азиза вместе с дочерью переезжает обратно в отчий дом в Тифлис. 
Через некоторое время Зулалов вместе с дочерью и внучкой переезжают в Ашхабад, а в 1919 году — в Баку. После установления в Азербайджане в 1920 году советской власти, Азиза устраивается на работу в клуб имени Абилова, а позже — в женский клуб имени Али Байрамова.
Сценическую деятельность Мамедова начала в драматическом кружке при женском клубе имени Али Байрамова в Баку.
С 1921 по 1925 год являлась актрисой Бакинского свободного сатир-агиттеатра. С 1925 по 1933 год выступала на сцене Бакинского тюркского рабочего театра. В 1933 году Мамедова стала актрисой Азербайджанского государственного драматического театра.
На сцене Мамедова исполняла роли различного характера. Она приобрела широкую известность в первую очередь как лучшая исполнительница образов азербайджанских женщин с национальным колоритом.
Помимо театра актриса снялась и в ряде художественных фильмов. 1 февраля 1936 года Азиза Мамедова за заслуги на сцене театра была удостоена звания Заслуженной артистки Азербайджанской ССР. Была награждена орденом Трудового Красного Знамени и орденом «Знак Почёта».
Скончалась 14 августа 1961 года в Баку.

## Личная жизнь
- Супруг — Салман Гаджиев;
  - Дочь — Сона Гаджиева (1907—1979), актриса театра и кино, Народная артистка Азербайджанской ССР[4].

### Роли в театре
- Тукяз («Гаджи Кара» М. Ф. Ахундова)
- Зиба («Приключения везиря Ленкоранского ханства» М. Ф. Ахундова)
- Хафиза («Волшебница Пери» А. Ахвердова)
- Фатманиса («Алмас» Дж. Джаббарлы)
- Гюльниса («Увядшие цветы» Дж. Джаббарлы)
- Шарабаны («Яшар» Дж. Джаббарлы)
- Залха («Свадьба» С. Рахмана)
- Сэнэм («Глазной врач» И. Сафарли)
- Василиса («На дне» М. Горького)

### Фильмография
| Год  |     | Название        | Роль               |
| ---- | --- | --------------- | ------------------ |
| 1929 | ф   | Гаджи Кара      | Гюльсум, мать Соны |
| 1929 | ф   | Севиль          | няня               |
| 1934 | ф   | Исмет           | мать Самеда        |
| 1936 | ф   | Алмас           | Телли              |
| 1937 | ф   | Буйная ватага   | мать Юсифа         |
| 1940 | ф   | Новый горизонт  | Фатьма             |
| 1941 | кор | Сын родины      | Хавер, мать Кямала |
| 1942 | кор | Сувенир         | эпизод             |
| 1955 | ф   | Встреча         | Азиза              |
| 1956 | ф   | Чёрные скалы    | тётя Ниса          |
| 1958 | кор | Пачка «Казбека» | старуха            |
| 1958 | ф   | Мачеха          | Солмаз             |
| 1959 | ф   | Настоящий друг  | жена Ширали        |
| 1966 | ф   | Утро            | Салминаз           |